# Virgichneumon judaicus
Virgichneumon judaicus är en stekelart som först beskrevs av Maurice Pic 1914.  Virgichneumon judaicus ingår i släktet Virgichneumon och familjen brokparasitsteklar. Inga underarter finns listade i Catalogue of Life.